# Vương Nhạc Tuyền
Vương Nhạc Tuyền (sinh tháng 12 năm 1944) là một chính trị gia Trung Quốc, từng giữ chức Phó bí thư Ủy ban chính trị và Luật pháp của Đảng Cộng sản Trung Quốc. Ông là một nhà lãnh đạo nổi bật ở khu vực Tân Cương, Trung Quốc, phục vụ như bí thư Đảng Cộng sản từ năm 1994 đến năm 2010. Từ năm 2004, ông cũng đã từng là thành viên của Bộ Chính trị Trung ương Đảng Cộng sản Trung Quốc.

## Cuộc sống và nghề nghiệp
Vương Nhạc Tuyền sinh ở Thọ Quang, Sơn Đông, Trung Quốc vào tháng 12 năm 1944. Ông vào Đảng năm 1996, tốt nghiệpTrường Trung ương Đảng của Ủy ban Trung ương Đảng Cộng sản Trung Quốc. Vương gia nhập Đoàn Thanh niên Cộng ở tỉnh Sơn Đông vào giữa thập niên 80s và bắt đàu Phó chủ tịch tỉnh Sơn Đông vào năm 1989.
Vương làm thư ký cho Ủy ban Đảng Cộng sản Tân Cương từ năm 1994 đến 2010. Là thư ký, ông chịu trách nhiệm thực hiện chương trình hiện đại hóa ở Tân Cương. Ông khuyến khích công nghiệp hóa, phát triển thương mại, và đầu tư vào đường bộ và đường sắt. Ông đẩy mạnh sự phát triển của các lĩnh vực dầu khí trong khu vực, liên kết của đường ống dẫn dầu từ Kazakhstan tới phía đông Trung Quốc. Mặt khác, ông hạn chế văn hóa địa phương và tôn giáo, thay thế Mandarin cho [tiếng [Duy Ngô Nhĩ]] trong các trường tiểu học; hạn chế hoặc cấm, trong số những nhân viên chính phủ, việc để râu và khăn trùm đầu, ăn chay và cầu nguyện trong khi làm việc.
Ông khuyến khích công nghiệp hóa, phát triển thương mại, và đầu tư vào đường bộ và đường sắt. Ông đẩy mạnh sự phát triển của các lĩnh vực dầu khí trong khu vực, liên kết của đường ống dẫn dầu từ Kazakhstan tới phía đông Trung Quốc. Mặt khác, ông hạn chế văn hóa địa phương và tôn giáo, thay thế tiếng Hán bằng tiếng Duy Ngô Nhĩ trong các trường tiểu học; hạn chế hoặc cấm, trong số những nhân viên chính phủ, việc để râu và khăn trùm đầu, ăn chay và cầu nguyện trong khi làm việc.
Vương là một thành viên của Ủy ban Trung ương Đảng Cộng sản Trung Quốc. Ông là thành viên của Bộ Chính trị của Ủy ban Trung ương CPC, thư ký của Ủy ban khu vực tự trị Tân Cương, và là chính trị viên đầu tiên của Quân đoàn sản xuất và Xây dựng Tân Cương.
Ông được biết đến với cách tiếp cận cứng rắn của mình đối với người dân tộc thiểu số. Ông có được biệt danh "thư ký ổn định", và dùng khả năng của mình để khiến tình hình trở nên hỗn loạn và mang lại cho ông ta nhiều đơn đặt hàng.
Vương đã bị chỉ trích rộng rãi bởi người Uighur và các học giả nước ngoài của Tân Cương về chính sách cứng rắn của ông ta sau cuộc bạo động tại Urumqi tháng 7 năm 2009, Người Hán cũng trở nên thất vọng đối với sự lãnh đạo của ông ta vì sự tiến bộ chậm chạp trong việc khôi phục trật tự xã hội. kết quả là, nhiều người bắt đầu kêu gọi ông từ chức trong các cuộc biểu tình công cộng. Ông ta bị thôi việc trong tháng 4 năm 2010, và chuyển sang làm việc cho Ủy ban chính trị và lập pháp Trung ương. Ông bị thay thế bởi Trương Xuân Hiền.

## Link liên kết
- (tiếng Trung) Biography of Wang Lequan Lưu trữ ngày 10 tháng 5 năm 2012 tại Wayback Machine, People's Daily Online.